# Ballena Norte
Ballena Norte är en platå i Antarktis. Den ligger i Sydshetlandsöarna. Argentina, Chile och Storbritannien gör anspråk på området.